# Liste der Kardinalpriester von Santa Cecilia in Trastevere
Folgende Kardinäle waren Kardinalpriester von Santa Cecilia in Trastevere (lat. Titulus Sanctae Caeciliae):
- Giovanni (ernannt 872)
- Petrus Dianus (genannt 1195)[1], nach älterer Angabe: Petrus von Piacenza[2]
- Simon de Brion (1261–1281), dann Papst Martin IV.
- Jean Cholet (1281–1293)
- Tommaso di Ocre OSBCoel (1294–1300)
- Guillaume (Pierre) Godin, OP (1312–1317)
- Guy de Boulogne (1342–1350)
- Bertrand Lagier OFMconv (1375–1378)
- Bonaventura Badoer Peraga OESA (1378–1389)
- Adam Easton OSB (1389–1398)
- Guillaume de Vergy (1391–1407), Pseudokardinal von Gegenpapst Clemens VII.
- Antonio Gaetani (1402–1405)
- Antoine de Challant (1412–1418)
- Louis Aleman (1426–1440); abgesetzt (1440–1449); wieder eingesetzt (1449–1450)
- Rinaldo Piscicello (1457–1460)
- Niccolò Fortiguerra (1460–1473)
- Giovanni Battista Cibo (1474–1484), dann Papst Innozenz VIII.
- Giovanni Giacomo Sclafenati (1484–1497)
- Lorenzo Cibo de’ Mari (1497–1500) in commendam
- Francisco de Borja (1500–1506)
- Francesco Alidosi (1506–1511)
- Carlo Domenico del Carretto (1513–1514)
- Thomas Wolsey (1515–1530)
- Gabriel de Gramont (1531–1534)
- Francesco Cornaro (1534)
- Jean du Bellay (1535–1547)
- Charles de Lorraine-Guise (1547–1555)
- Robert de Lenoncourt (1555–1560)
- Alfonso Gesualdo (1561–1572)
- vakant (1572–1585)
- Niccolò Sfondrati (1585–1590), dann Papst Gregor XIV.
- Paolo Camillo Sfondrati (1591–1611); in commendam (1611–1618)
- Giovanni Battista Leni (1618–1627)
- Federico Cornaro (1627–1629)
- Giovanni Domenico Spinola (1629–1646)
- Michel Mazarin OP (1647–1648)
- Gaspare Mattei (1648–1650)
- Francesco Angelo Rapaccioli (1650–1657)
- Ottavio Acquaviva d’Aragona der Jüngere (1658–1674)
- Philip Thomas Howard of Norfolk OP (1676–1679)
- Giambattista Spinola (1681–1696)
- Celestino Sfondrato OSB (1696)
- Giacomo Antonio Morigia B (1699–1708)
- Francesco Acquaviva (1709–1724)
- Filippo Antonio Gualterio (1725–1726)
- Cornelio Bentivoglio (1727–1732)
- Troiano Acquaviva d'Aragona (1733–1747)
- Joaquín Fernández Portocarrero (1747–1753); in commendam (1753–1757)
- Giorgio Doria (1757–1759)
- Cosimo Imperiali (1759–1764)
- Giuseppe Maria Feroni (1764–1767)
- Ferdinando Maria de Rossi (1767–1775)
- Girolamo Spinola (1775); in commendam (1775–1784)
- Hyacinthe Sigismond Gerdil B (1784–1802)
- Giuseppe Maria Doria Pamphilj (1802–1803); in commendam (1803–1818)
- Giorgio Doria Pamphilj Landi (1818–1837)
- Giacomo Luigi Brignole (1838–1847); in commendam (1847–1853)
- Giovanni Brunelli (1853–1861)
- Karl August von Reisach (1861–1868)
- Innocenzo Ferrieri (1868–1887)
- Mariano Rampolla del Tindaro (1887–1913)
- Domenico Serafini OSB (1914–1918)
- Augusto Silj (1919–1926)
- Bonaventura Cerretti (1926–1933)
- Francesco Marmaggi (1936–1949)
- Gaetano Cicognani (1953–1959)
- Albert Gregory Meyer (1959–1965)
- John Patrick Cody (1967–1982)
- Carlo Maria Martini SJ (1983–2012)
- Gualtiero Bassetti (seit 2014)